# Hausarbeitsdidaktik
Hausarbeitsdidaktik ist eine aus der neueren Frauenbewegungsdebatte hervorgegangene Bezeichnung für eine ausgewogene Ausrichtung der allgemein bildenden Curricula auch am weiblichen Lebenszusammenhang und nicht primär an berufsarbeitsnahen Bildungsinhalten. Sie ist gegenständlich nicht auf materielle Hausarbeit bezogen, sondern vor allem auf Erziehungs- und Beziehungsarbeit. 
Insofern weist die Hausarbeitsdidaktik in ihren Lernzielen enge Beziehungen zum Caring Curriculum. Hausarbeitsdidaktik verlangt ein Überschreiten der Stundenschule und erfordert ein entwickeltes Schulleben, in dem erfahrungsnah Hausarbeitsqualifikationen erworben werden können. Ein auch im Sachunterricht der Grundschule realisierbarer Schritt ist der Erwerb eines Haushaltspasses (zuerst an der Laborschule Bielefeld praktisch erprobt) oder Fit-fürs-Leben-Passes (Niedersächsischer Schulversuch) für Jungen und Mädchen als Zertifikat.